# Gustav Heinemann
Gustav Walter Heinemann (23 tháng 7 năm 1899 – 7 tháng 7 năm 1976) là chính trị gia người Đức. Ông là Thị trưởng của thành phố Essen từ năm 1946 đến năm 1949, Bộ trưởng Nội vụ Tây Đức từ năm 1949 đến năm 1950,Bộ trưởng Tư pháp từ năm 1966 đến năm 1969 và Tổng thống Cộng hoà Liên bang Đức (Tây Đức) từ năm 1969 đến năm 1974.